# Pulp fiction lésbica

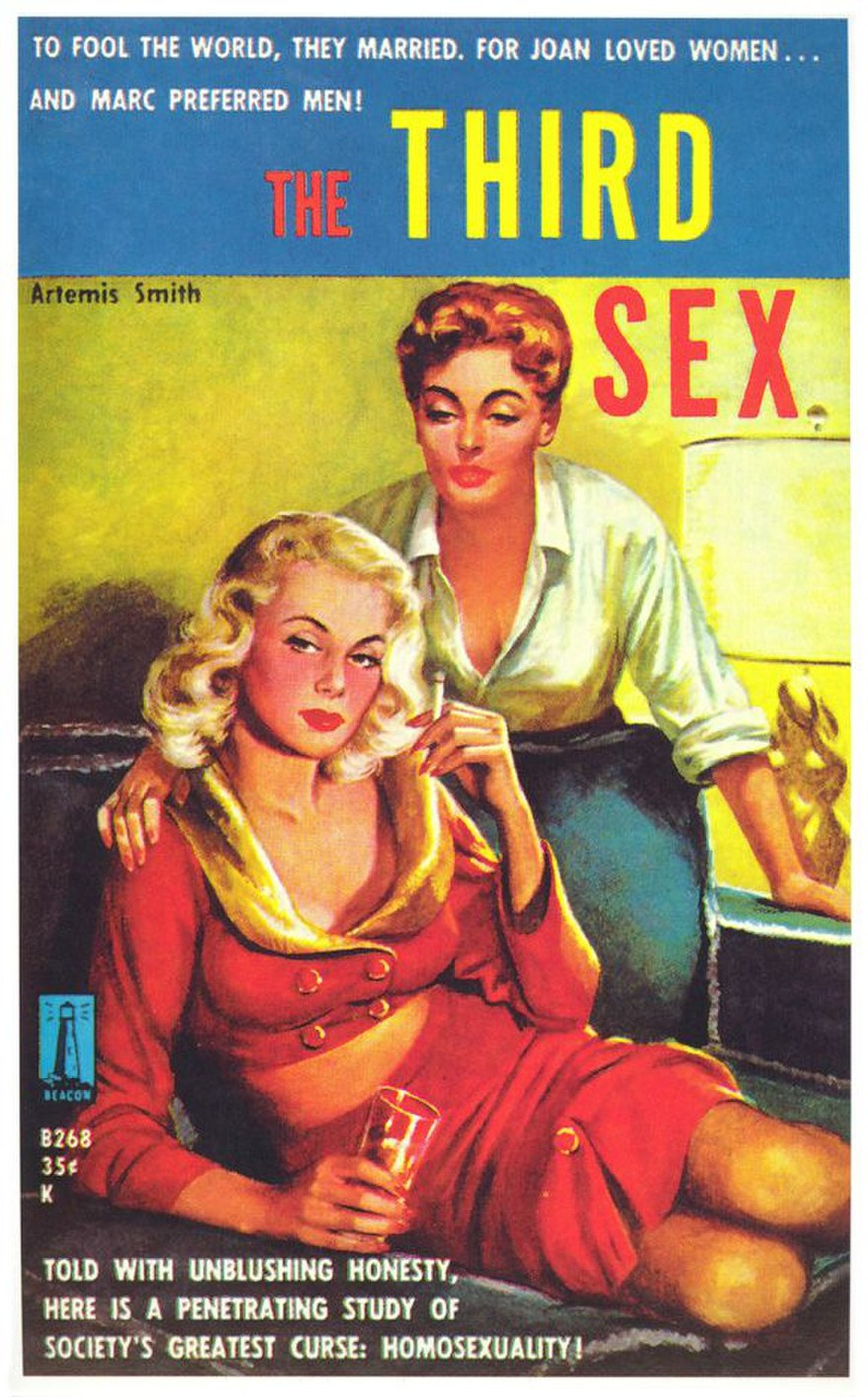
Portada de The Third Sex [El tercer sexo] (1959), de Artemis Smith, seudónimo de Annselm Morpurgo.

El término pulp fiction lésbica se utiliza para denominar a toda novela pulp de mediados del siglo XX con temas de contenido lésbico. Este tipo de obra fue publicada, en los años cincuenta y sesenta, por las mismas agencias editoriales que producían otros subgéneros de novelas pulp fiction, que incluía los westerns, las novelas "rosas" o románticas y las historias detectivescas. Debido a que prácticamente ninguna otra literatura para y sobre lesbianas estaba disponible en la época, estos libros eran a menudo la única referencia que se tenía (tanto el público en general como las propias lesbianas) para poder imaginar la realidad lésbica. Stephanie Foote de la Universidad de Illinois ha comentado la importancia las novelas pulp lésbicas para la identidad lésbica anterior al feminismo:

Las novelas pulp han sido entendidas como signo de la historia secreta de sus lectoras y han sido apreciadas porque fueron muy leídas. Es decir, cuanto más se han leído, más se han apreciado, porque cuanto más han sido leídas, más estrecha ha sido la relación entre su distribución y su lectura y la construcción de una comunidad lésbica [...] Los personajes emplean la lectura de las novelas como una forma de comprender que no están solos en esta situación.
Stephanie Foote

La escritora Donna Allegra explica la razón por la que ella compraba las novelas: «Sin importar qué tan avergonzada y ruborizada me sentía cuando iba a la caja registradora a comprar esos libros, me era absolutamente necesario tenerlos. Los necesitaba de la misma manera que necesitaba comida y refugio para sobrevivir.»
Las novelas de ficción pulp se llamaban así debido al papel, elaborado con pulpa de madera barata, en el que estaban impresas. Estos libros se vendían en las droguerías, en los quioscos de revistas, en las terminales de autobús y en otros lugares en los que se pudiera buscar entretenimiento barato y de consumo. Los libros eran suficientemente pequeños para caber en un bolso o en el bolsillo trasero del pantalón y tan baratos como para tirarlos una vez leídos.

## Desarrollo del género
Desde principios hasta mediados del siglo XX, sólo había sido publicado un puñado de libros con personajes lésbicos que tuviesen relaciones con mujeres. Pero tras la II Guerra Mundial apareció una tendencia subversiva en la publicación que permitió que se escribieran libros baratos y de gran distribución que trataban temas considerados "sucios", como drogas, pandillas de delincuentes, trata de blancas (hoy llamada "trata de personas"), crimen, asesinato y homosexualidad. Debido a que no era literatura respetada, no fue censurada. En cuanto a la ficción lésbica, estos libros eran los únicos disponibles para una mayoría, en la mayoría de lugares en los que no se había tenido acceso a información o a historias que incluían a personajes lésbicos.
Cientos de títulos de este género se publicaron entre 1955 y 1969, y se vendieron millones de ellos. El hecho no formaba parte de ningún tipo de «agenda» o plan de los editores: simplemente estaban ganando mucho dinero. Sin embargo, a pesar de la baja calidad de estas novelas, comprarlas y leerlas era para muchas mujeres el equivalente a decir al cajero que eran lesbianas. La escritora Joan Nestle las llamaba «libros de supervivencia», y describe la acción de comprarlos como:

El acto de tomar uno de estos libros de la estantería de la droguería y pagarlo en la caja era una acción aterradora y difícil para la mayoría de las mujeres. Esto era especialmente así durante el ambiente creado por los juicios de McCarthy [...] Aunque insulsos desde el punto de vista de hoy, [...] estos volúmenes eran tan amenazadores que las mujeres los ocultaban, quemaban o los tiraban.
Joan Nestle

### Women's Barracks
La primera novela pulp que retrataba una relación lésbica se publicó en 1950: Women's Barracks ("Cuarteles de mujeres") de Tereska Torres, editada por Gold Medal Books. La historia era un relato semificticio de las experiencias de Torres en las Free French Forces en Londres, durante la Segunda Guerra Mundial. Women's Barracks vendió 4 millones de copias y fue seleccionada en 1952 como ejemplo de la manera como las novelas baratas estaban impulsando la "degeneración moral en el comité del Congreso sobre Materiales Pornográficos.

### Spring Firey el establecimiento de una fórmula
Teniendo en cuenta el éxito de Women's Barracks, no es sorprendente que Gold Medal Books publicara otras novelas de tema lésbico. De hecho, publicaba libros contra la homofobia.
Spring Fire («Fuego de primavera»), de Marijane Meaker, quien utilizó el seudónimo Vin Packer, se considera la primera novela de ficción lésbica pulp, ya que el argumento se centraba en la relación de los dos personajes principales (en la novela predecesora Women's Barracks se examinaban diversas relaciones). Spring Fire, que fue publicada por Gold Medal Books en 1952 y vendió más de un millón y medio de copias, trata sobre dos chicas universitarias, Mitch y Leda, que se enamoran y tienen una aventura. Cabe destacar que el editor dispuso que, debido a que los libros se expedían por correo y que cualquier cosa enviada a través del U.S. Postal Service estaba sujeta a la censura del gobierno, debía asegurarse de que no pareciese que los libros de su editorial hacían proselitismo de la homosexualidad. Así pues, ningún personaje podía ser homosexual y continuar siendo feliz hacia el final del libro. O bien el personaje debía convertirse en heterosexual y terminar con una pareja masculina, o bien seguir siendo homosexual y morir, enloquecer o sufrir otro fin trágico similar. Por consiguiente, los finales trágicos de Women's Barracks y Spring Fire (suicidio y locura) fueron una constante en las novelas pulp lésbicas. 
Aunque inicialmente la novela se imprimió con tapa dura y, por tanto, técnicamente no era una novela pulp, en seguida estuvo disponible en encuadernación en rústica.
La primera excepción a la fórmula del final trágico para los libros de temática lésbica fue la novela The Price of Salt (El precio de la sal, también conocida como «Carol»), escrita por Patricia Highsmith, que utilizó el seudónimo Claire Morgan. Sin embargo, los finales satisfactorios para las mujeres que aceptaban su homosexualidad siguieron siendo escasos.

## Temas tratados
Los temas tratados y la calidad de los libros variaban enormemente. Los autores de pulp lésbico eran tanto hombres como mujeres y a menudo empleaban seudónimos —los autores masculinos empleaban a menudo nombres femeninos. Una retrospectiva resumía el género como «la vasta mayoría de estas novelas lésbicas fueron escritas por hombres para satisfacer las fantasías de hombres heterosexuales [...] Pero quizás 40 o 50 novelas (pulp) fueron escritas por mujeres y también fueron lo bastante buenas como para convertirse en clásicos clandestinos [...] Los pulp alcanzaron asimismo a lesbianas aisladas de pueblos pequeños que podían leerlos y darse cuenta de que no eran las únicas lesbianas del mundo.»
La escritora Yvonne Keller divide los libros pertenecientes al pulp lésbico en subclases que denomina pro-lesbian («pro lésbico») y virile adventures («aventuras viriles»). Los libros pro lésbicos eran generalmente sobre y para mujeres, describían una historia de amor entre mujeres, tenían personajes bien desarrollados y tendían a no incluir encuentros sexuales gráficos o gratuitos. Las aventuras viriles estaban más centradas en los hombres, por lo menos con un personaje principal masculino e incluían descripciones explícitas de sexo. La autora Paula Christian describió su inspiración para escribir durante este periodo: «la ficción contemporánea mostraba tal inestabilidad, violencia y sensacionalismo [...] simplemente quería mostrar el otro lado.»
Sin embargo, la mayoría de los libros del género extendían los mitos sobre las lesbianas y el lesbianismo. Mujeres que son abandonadas por los hombres pueden ser seducidas y violadas por lesbianas predadoras (habitualmente marimachos). La descripción del lesbianismo en las prisiones, en el ejército y en los internados fue un tema muy empleado. El lesbianismo estaba relacionado a menudo con otros temas que se consideraban salaces o escandalosos en la época: brujería, satanismo, BDSM, orgías y voyeurismo.
Barbara Grier, que creó Naiad Press, dijo que entre 1955 y 1965 se dio la "edad de oro de la ficción pulp lésbica". Grier reeditó muchos de los libros de esta época en la década de 1980 en las editoriales Naiad, y las editoriales Cleis y Feminist las han vuelto a reeditar. Varios de los autores de esta «edad de oro» pueden ser destacados por su contribución a la literatura gay y lésbica y por la creación de una identidad lésbica anterior a la llegada del feminismo:

### Ann Bannon
Ann Bannon (Ann Weldy, nacida en 1932) escribió seis novelas pulp entre 1957 y 1962 que luego llegaron a ser conocidas colectivamente como The Beebo Brinker Chronicles (Las crónicas de Beebo Brinker). La popularidad de los libros, así como la continuidad de los personajes, le dio una notable longevidad y le ganó el título de «reina de la ficción pulp lésbica». Sus libros se reeditaron en 1983 y de nuevo en 2001.
Bannon escribió:
- Odd Girl Out, 1957 Gold Medal Books;
- I Am a Woman, 1959 Gold Medal Books;
- Women in the Shadows, 1959 Gold Medal Books;
- Journey to a Woman, 1960 Gold Medal Books;
- The Marriage, 1960 Gold Medal Books;
- Beebo Brinker, 1962 Gold Medal Books.

### Valerie Taylor
Valerie Taylor (Velma Nacella Young (1913-1997) escribió ocho novelas de tema lésbico entre 1957 y 1964, poesía que ha sido publicada en la revista lésbica The Ladder y en varias novelas en la década de 1970 en Naiad Press. Se convirtió en activista LGBT, y fue cofundadora de la Mattachine Society y la conferencia de Escritoras Lésbicas en Chicago en 1974.
Taylor escribió:
- Whisper Their Love, 1957 Gold Medal Books;
- The Girls in 3-B'', 1959 Gold Medal Books;
- Stranger on Lesbos, 1960 Gold Medal Books;
- A World Without Men, 1963 Midwood-Tower;
- Unlike Others, 1963 Midwood-Tower;
- Journey to Fulfillment, 1964 Midwood-Tower.

### Marijane Meaker
Marijane Meaker (1927) escribió con los seudónimos Vin Packer y Ann Aldrich. Sus libros eran generalmente novelas de misterio, pero con el nombre de Ann Aldrich escribió libros de no ficción que no eran especialmente favorables al lesbianismo, lo que le ganó la animadversión del grupo Daughters of Bilitis en la revista The Ladder. Barbara Grier la definió en una ocasión como «el genio malvado». Meaker escribió más tarde libros para adultos jóvenes con los seudónimos M. E. Kerr y Mary James.
Meaker escribió:
- Spring Fire, 1952 Gold Medal Books;
- We Walk Alone, 1955 Gold Medal Books;
- We Too Must Love, 1958 Gold Medal Books;
- Carol in a Thousand Cities, 1960 Gold Medal Books;
- We Two Won't Last, 1963 Gold Medal Books;
- Take a Lesbian to Lunch, 1972.

### Marion Zimmer Bradley
Marion Zimmer Bradley (1930-1999) escribió usando varios seudónimos; finalmente consiguió fama gracias a sus series Avalon y Darkover. Durante muchos años negó ser la autora de estos libros. 
Bradley escribió:
- I am a Lesbian, 1962, con el seudónimo Lee Chapman;
- No Adam for Eve, 1966, como John Dexter;
- My Sister, My Love, 1963;
- Twilight Lovers, 1964;
- The Strange Women, 1967, como Miriam Gardner;
- Spare Her Heaven, 1963;
- Anything Goes, 1964;
- Knives of Desire, 1966, como Morgan Ives.

## Portadas
Las novelas pulp lésbicas tenía portadas morbosas, chillonas y excitantes. Aunque muchas mujeres (lesbianas o no) compraban y leían estas novelas, los editores las comercializaban pensando en el público masculino, como fantasías eróticas. Las portadas podían contener unas pocas líneas de texto provocativas, que debían atraer la atención sobre la naturaleza sexual y escandalosa de lo que había entre las cubiertas. Los editores incluían palabras como twilight («crepúsculo»), odd («raro»), strange («extraño»), shadows («sombras») y queer, en los títulos. La autora Ann Bannon ha afirmado que los hombres interpretaban las portadas de forma literal, atraídos por las escenas de mujeres semidesnudas en un dormitorio, y las mujeres interpretaban las portadas de forma irónica: dos mujeres mirándose o una mujer de pie y otra en la cama, con las palabras clave strange o twilight, significaba que el libro tenía contenido lésbico.

## Decadencia
Desert of the Heart (El desierto del corazón) (1964), de Jane Rule, y Mrs. Stevens Hears the Mermaids Singing (La Sra. Stevens oye cantar a las sirenas) (1965), de May Sarton, fueron publicadas por grandes editoriales en tapa dura, y tuvieron éxito. Patience and Sarah (Paciencia y Sarah) (publicado inicialmente por la misma Alma Routsong en 1969) se considera como la primera novela que inició la literatura feminista. En 1973, Barbara Grier fundó Naiad Press, que se centró en libros de temática lésbica. El crecimiento de la industria pornográfica, tras una serie de decisiones del Tribunal Supremo de los Estados Unidos que rechazaban la censura de material pornográfico, se evidenció en libros que eran de naturaleza más gráfica y que se centraban menos en la relación entre las mujeres, lo que también llevó al declive del pulp lésbico. Las autoras March Hastings y Paula Christian afirmaron que los editores perdieron interés por el tema hacia mediados de la década de 1960. Además, puntos comunes del argumento de los libros incluían a mujeres que empezaban a aceptar su atracción por otras mujeres en un mundo que no lo permitía. Con el ascenso del feminismo y el movimiento LGBT en 1969, estos puntos argumentales se volvieron cada vez menos relevantes.